# Minderbroedersklooster ('s-Hertogenbosch)
Het Minderbroedersklooster in 's-Hertogenbosch was het eerste klooster dat door de franciscanen in het huidige Nederland was gesticht. Het klooster stond op de hoek van de huidige Pensmarkt en de Minderbroedersstraat en liep door tot aan de huidige Snellestraat.
De franciscanen vestigden zich in 1228 in 's-Hertogenbosch. Dit is slecht twee jaar na de dood van de stichter van orde Franciscus van Assisi. Op een terrein dat Hendrik I van Brabant aan de franciscanen had geschonken, zouden zij een klooster en een kerk stichten. In 1256 wordt de kerk gesloopt om een nieuwe, grotere kloosterkerk te bouwen. In 1263 wordt deze kerk gewijd door Henricus van Vianden, de Bisschop van Utrecht.
Bij de stadsbrand van 1463 valt ook het klooster ten prooi aan de vlammen. Door de hulp van de bisschop van Luik, Lodewijk van Bourbon, was de wederopbouw van het klooster snel een feit.
Als gevolg van de capitulatie van 's-Hertogenbosch in 1629 komen de kerk en het klooster in handen van de lutheranen. Andere kerken en kloosters in 's-Hertogenbosch komen in handen van de Nederlands Hervormde Kerk. Het klooster wordt echter in 1641 afgebroken als kloosters door de Raad van State worden verkocht. Ene Frans Blom koopt ze op en laat drie nieuwe straten aanleggen.